# Литовськ (Дорогичинський район)
Литовськ (біл. Літоўск) — село в Білорусі, у Дорогичинському районі Берестейської області. Орган місцевого самоврядування — Закозельська сільська рада.

## Географія
Розташоване за 10 км на захід від Дорогичина.

## Історія
У 1926 році мешканці села зверталися до польської влади з проханням відкрити українську школу.

## Населення
За переписом населення Білорусі 2009 року чисельність населення села становило 312 осіб.